# Drymus sylvaticus
Drymus sylvaticus, auch Braune Waldwanze genannt, ist eine Wanze aus der Familie der Rhyparochromidae.

## Merkmale
Die Wanzen werden 3,5 bis 4,7 Millimeter lang. Die Arten der Gattung sind nur schwer zu bestimmen. Bei Drymus sylvaticus und  Drymus ryeii fehlt den Schienen (Tibien) die lange, aufrechte Behaarung und das Schildchen (Scutellum) und Pronotum sind vollständig schwarz. Drymus ryeii kann man anhand der blasser braunen, schwarz gemusterten Vorderflügel (am Apex des Clavus ein dunkles, langgestrecktes Rechteck) unterscheiden. Die Flügel sind außerdem in der Regel etwas länger als der Hinterleib. Die meisten Imagines sind makropter, sind also voll geflügelt und können fliegen.

## Verbreitung und Lebensraum
Die Art ist paläarktisch verbreitet und kommt in Europa bis in den Süden Skandinaviens und im Süden bis in den Norden der Mittelmeerländer vor. Im Osten reicht das Verbreitungsgebiet bis nach Sibirien und China. In Mitteleuropa ist die Art überall häufig und steigt in den Alpen bis deutlich über 1000 Meter Seehöhe. Sie besiedelt die Streuschicht offener Lebensräume auf unterschiedlichen Böden. In Norddeutschland findet man sie auch auf Sand, häufig auch in Besenheiden-Heiden.

## Lebensweise
Die Tiere saugen an Samen, wobei keine spezifischen Nahrungspflanzen bekannt sind. Wie auch bei Drymus ryeii überwintern die Imagines. In Mitteleuropa tritt eine Generation pro Jahr auf. In Großbritannien sollen auch teilweise und selten auch vollständige zweite Generationen beobachtet worden sein.

## Belege